# Educontact
 (février 2023).
 (février 2023).
Si vous disposez d'ouvrages ou d'articles de référence ou si vous connaissez des sites web de qualité traitant du thème abordé ici, merci de compléter l'article en donnant les références utiles à sa vérifiabilité et en les liant à la section « Notes et références ».
 (février 2023).
EduContact (Contact centre for higher distance education) est un projet européen Erasmus mundus, action 4 référence 2005 – 2755 /001 - 001, dont le but est de promouvoir l’enseignement supérieur européen dans le monde entier.
Créé [Quand ?], EduContact permet aux étudiants du monde entier, d’obtenir un conseil personnalisé sur l’enseignement supérieur européen à distance, grâce à son centre de contact multilingue. Il offre également une sélection en ligne de formations supérieures en anglais, arabe, espagnol, français, italien, néerlandais, turc.
EduContact comprend également un "Observatoire de la demande" chargé d’analyser les besoins en formation supérieure des étudiants du monde entier.

## Acteurs et universités impliqués
- CNED, Centre national d'enseignement à distance, France, (Coordinateur)
- EITSA, Eesti Infotehnoloogia Silhtasutus, Estonie
- OUNL, Open Universiteit Nederland, Pays-Bas
- OUUK, The Open University, Royaume-Uni
- UNED, Universidad Nacional de Educación a distancia, Espagne
- U-Anadolu, Anadolu University, Turquie
- EADTU, European Association of Distance Teaching Universities, Pays-Bas
- FIED, Fédération Interuniversitaire de l’Enseignement à Distance, France
- LSHTM, The London School of Hygiene & Tropical Medicine, Royaume-Uni
- College of Law for England and Wales, Royaume-Uni
- UniNettuno, Université Télématique Internationale, Italie
- UA, Universidad Aberta, Portugal